# Christian Lutteroth
Christian Friedrich Lutteroth (* 7. November 1822 in Hamburg; † 1. September 1896 ebenda) war ein deutscher Jurist, Gutsbesitzer und Politiker.

## Leben
Lutteroth entstammte einer erfolgreichen Kaufmannsfamilie, die 1813 von Nordhausen nach Hamburg gekommen war, und war ein Sohn des Kaufmanns, Bankiers und späteren Senators Ascan Wilhelm Lutteroth und seiner Ehefrau (⚭ 1808) Juliane Friederike Charlotte, geb. von Legat (* 13. Mai 1786 in Magdeburg; † 6. Januar 1872 in Hamburg). Er besuchte das Katharineum zu Lübeck bis zum Abitur Ostern 1841 und studierte Rechtswissenschaften an der Rheinischen Friedrich-Wilhelms-Universität Bonn, der Friedrich-Wilhelms-Universität Berlin und der Ruprecht-Karls-Universität Heidelberg. 1843 wurde er Mitglied des Corps Palatia Bonn. Nach dem Studium und der Promotion zum Dr. jur. 1846 ging er für ein Jahr nach Genf und kehrte über Paris nach Hamburg zurück, wo er bis 1853 als Advokat praktizierte. 1848 begleitete er seinen Vater als Hilfsschriftführer zum Bundestag (Deutscher Bund) nach Frankfurt am Main. 1849 war er kurzzeitig in diplomatischer Mission als Attaché in Stockholm tätig. 1853 kaufte er das Gut Rothensande bei Malente und 1858 das Gut Höltenklinken bei Oldesloe. Als Rentner lebte er ab 1873 in Hannover und zuletzt ab 1877 in Hamburg.
Von 1867 bis 1870 und von 1873 bis 1879 saß Lutteroth als Abgeordneter des Wahlkreises Schleswig-Holstein 16 (Stormarn) im Preußischen Abgeordnetenhaus. Er gehörte von 1867 bis 1870 der Fraktion des Linken Zentrums und 1873–1879 der Fraktion der Deutschen Fortschrittspartei an. Während der gesamten Zeit seiner Parlamentszugehörigkeit war er Schriftführer des Abgeordnetenhauses. 1866–1872 war er Mitglied des Kreistags des Kreises Stormarn. Der Hamburgischen Bürgerschaft gehörte er von 1880 bis 1895 als Mitglied der Fraktion der Rechten an.
Er war seit 1849 verheiratet mit Mathilde geb. Passavant (* 1826). Das Paar hatte acht Kinder, darunter die Malerin Emma Lutteroth (1854–1894).

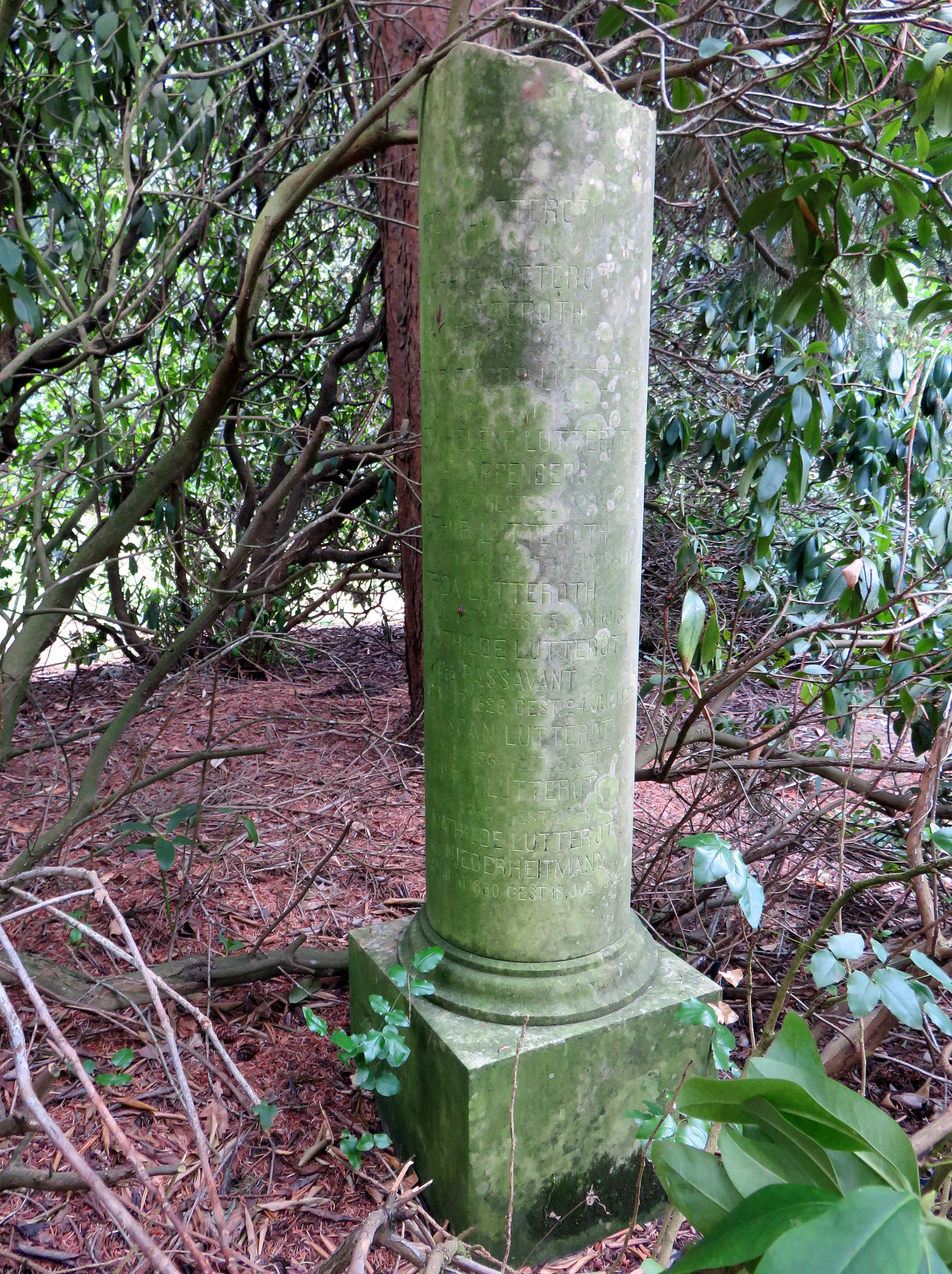
Lutteroths Grab auf dem Friedhof Ohlsdorf

Auf dem Hamburger Friedhof Ohlsdorf befindet sich bei Planquadrat S 25 am Beginn der Talstraße die Familiengrabstätte Lutteroth. Der zentrale Granitfelsen wird flankiert von zwei Säulen vom ehemaligen Standort St. Johannis-Begräbnisplatz, auf der rechten Säule wird etwa in der Mitte Christian Lutteroth genannt.